# Temporada da NFL de 2020
A Temporada da NFL de 2020 foi a 101ª temporada regular da National Football League (NFL), a principal liga profissional de futebol americano dos Estados Unidos. A temporada começou em 10 de setembro de 2020, com o Kansas City Chiefs, o time campeão do Super Bowl anterior, vencendo na estreia do ano na partida contra o Houston Texans. A temporada se encerrou no Super Bowl LV, a grande final da liga, em 7 de fevereiro de 2021, no Raymond James Stadium, em Tampa, Flórida, onde o time da casa, o Tampa Bay Buccaneers, levou o segundo título da franquia. Nesta final, Tom Brady também levou seu sétimo anel de Super Bowl, mais do que qualquer outro jogador na história da liga.
A temporada de 2020 foi a primeira em que a franquia dos Raiders jogará em Las Vegas, sendo que o time tinha jogado as vinte e quatro temporadas anteriores em Oakland, se tornando o primeiro time da NFL a se basear em Nevada.
A intertemporada deste ano foi marcada pela movimentação de grandes nomes na free agency (como Tom Brady e Philip Rivers) e ainda as incertezas geradas pela pandemia do COVID-19, que gerou alterações nas negociações das equipes com os atletas e atrasou reuniões da liga. Por exemplo, pela primeira vez na história, o draft da NFL não foi realizado presencialmente mas totalmente online, para evitar aglomerações. A liga também deixou em aberto atrasar o começo da temporada, caso a pandemia não tenha passado até este ponto. Outro ponto de contenda foi a questão dos protestos por igualdade racial que os Estados Unidos passavam em 2020. A liga, ao contrário de outros anos, tomou medidas mais brandas e permitiu que qualquer atleta protestasse durante o hino nacional, por exemplo. Os times também tomaram medidas próprias, realizando iniciativas para combater discriminação racial e o preconceito. Muitos elogiaram a postura da NFL, mas outros criticaram, muitos por acharem os protestos desnecessários ou "anti-patrióticos", enquanto outros julgavam as medidas como insuficientes.

## Novo acordo coletivo de trabalho
Em março de 2020, a liga e a associação de jogadores acertaram um novo acordo coletivo de trabalho (CBA) que valerá até 2030. O antigo acordo havia sido assinado durante o lockout de 2011 e a liga se moveu para negociar rápido um novo entendimento para evitar uma potência greve de jogadores.
Entre as várias alterações propostas no novo acordo estão:
- expansão dos playoffs de 12 para 14 times ainda na temporada de 2020.
- expansão de 16 para 17 jogos na temporada regular, começando em 2021, com uma correspondente redução da pré-temporada de quatro para três jogos.
- os jogadores receberão cerca de 48% dos lucros da liga a partir de 2021 (um aumento em relação aos 47% do antigo acordo), que aumentaria para 48,8% quando a temporada regular aumentar sua duração para dezessete jogos.
- o elenco de jogadores durante a temporada regular é expandido de 53 para 55 jogadores, permitindo mais dois jogadores na lista dos ativos em dias de jogos. Isso é acompanhado de uma acentuada alteração (para cima) no teto salarial da liga.
- redução na janela de testes anti-drogas da liga de quatro meses para duas semanas antes do começo do training camp e eliminação de suspensões automáticas baseadas somente em testes positivos.
- um "tomador de decisões neutro" substituirá o Comissário da NFL no julgamento da maioria dos casos disciplinares.

## Mudanças nas regras

### Mudanças permanentes anunciadas antes da temporada
As seguintes mudanças nas regras para a temporada de 2020 foram aprovadas em reunião dos donos de times da NFL em maio de 2020:
- Extensão de proteção de jogador indefeso para os retornadores de chutes (punt e/ou kick) que têm posse da bola mas não teve tempo de evitar ou impedir contato iminente com o oponente.
- Tornou-se permanente a expansão das revisões de replays automáticos para incluir jogadas que terminam em pontuação ou turnovers negados por falta, e qualquer tentativa de tentativa bem ou malsucedida. Por outro lado, revisão de replays de interferência de passe não é renovado.
- Impedir que as equipes cometam múltiplas faltas com bola morta no quarto período ou na prorrogação enquanto o relógio está correndo na tentativa de manipular o relógio do jogo. O relógio agora começa no snap após a falta com bola morta. Isso tem sido conhecido como "a regra Bill Belichick" devido ao seu uso desta tática.[11]
- As equipes podem trazer de volta três jogadores da reserva de machucados após perder oito jogos, sendo que anteriormente eram dois jogadores.

### Regras temporárias para a temporada 2020
As seguintes alterações de regra temporárias foram feitas em 9 de setembro e só estarão em vigor em 2020 e possivelmente em 2021 se os protocolos COVID-19 permanecerem em vigor:
- Um jogador lesionado pode retornar depois de três jogos perdidos, sendo que anteriormente eram oito.
- As equipes podem devolver um número ilimitado de jogadores da reserva de machucados ao longo do ano, em vez do limite normal de três.
- Times de treinamento (practice squads) podem incluir até 16 jogadores por time, ao invés dos 12 normalmente.
- Após as 16h00 ET no jogo de quinta-feira, um time pode designar até quatro jogadores do practice squad como "protegidos", o que significa que eles não estão autorizados a assinar com outra equipe até que sua equipe atual jogue o próximo jogo.
- A liga estabeleceu uma lista de jogadores chamada de "reserva de COVID-19", que é onde jogadores que testaram positivo para COVID-19 ou foram expostos a alguém com sintomas de COVID são incluídos. Não existe um período mínimo de tempo que um jogador deve permanecer nesta lista, sendo que ele só é dispensado da lista e aprovado para jogar quando recebe uma licença médica aprovando tal movimento.
- A liga administra os testes de COVID-19 para todos os jogadores e outros funcionários essenciais todo dia da temporada regular, exceto em dias de jogos.
- Qualquer jogador que está na escalação de um time na Semana 1 ganhará uma temporada acumulada para a free agency enquanto ele está com status de receber salário integralpara pelo menos um jogo da temporada regular, quando anteriormente eram seis.

## Efeitos da Pandemia de COVID-19

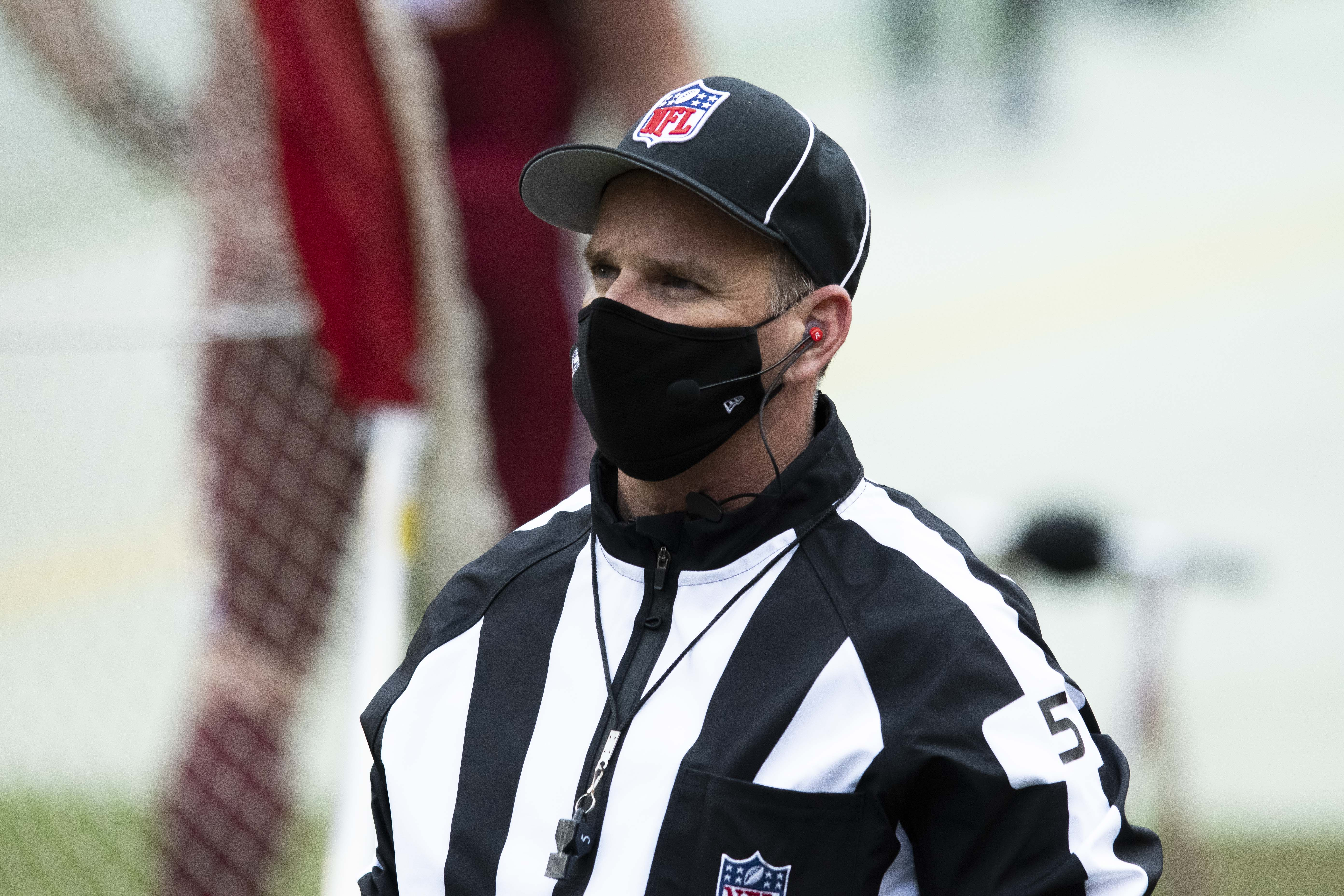
O árbitro Jim Quirk Jr utilizando uma mascara de tecido para proteção. Jogadores, membros das comitivas técnicas e jornalistas nas laterais do campo tiveram de usar máscaras ao longo da temporada.

O desenrolar da Pandemia de COVID-19 nos Estados Unidos gerou várias alterações na programação da NFL na hora de retomar suas atividades. Primeiramente, contratos e negociações foram firmados à distância e o draft de 2020 foi o primeiro a ser realizado virtualmente. O training camp dos times começou sofrendo um pequeno atraso mas aconteceu no mês de julho, como de costume. Contudo, ações proativas foram tomadas, incluindo o uso de máscaras, testes para detectar a infecção pelo vírus e outras medidas higiênicas. Mesmo assim, a forma como o training camp se desenrolou foi diferente para cada time, cada um se adaptando a realilidade do local onde os treinamentos aconteciam e o andamento da pandemia em seus respectivos estados. Medidas também foram tomadas para evitar que os jogadores transitassem muito, com os treinamentos e reuniões se restringindo as instalações de cada equipe.
Outro ponto de contingência entre a liderança da NFL, os donos e, principalmente, os jogadores, foi a pré-temporada. O Pro Football Hall of Fame Game, o primeiro jogo do ano (marcado para 6 de agosto), foi cancelado. Os jogadores, através do seu sindicato (a NFLAP), queriam que todos os jogos de pré-temporada fossem cancelados, mas a NFL queria manter ao menos uma partida. Os atletas e membros das organizações também questionavam a falta de transparência da liga em divulgar quais medidas de segurança e higienização estavam sendo tomadas para que a temporada começasse, com a liga atrasando a promulgação das medidas que tomaria para garantir a segurança e saúde dos jogadores. Em 3 de julho, representantes da NFLPA votaram em favor de cancelar todos os jogos de pré-temporada. A NFL, inicialmente, não confirmou tal medida, mas acabou acatando pouco depois.
Já para a temporada regular, o calendário oficial foi divulgado em 7 de maio. Apesar do medo com relação ao COVID-19, a liderança da NFL afirmou que o calendário da temporada iria prosseguir normalmente, com seus dezessete jogos, mas medidas de contenção já haviam sido firmadas caso algo inesperado acontecesse. Entre algumas medidas tomadas estava o cancelamento dos jogos internacionais (que ocorreriam em Londres e na Cidade do México), coordenação e simultaneidade nas semanas de folga, medidas para que os times não viajassem tantos e estádios com lotação mínima, para evitar aglomerações. Além disso, por política imposta pela NFL, dentro dos estádios houve a obrigatoriedade do uso de máscaras. Cada time também, a critério, tomaram medidas e estabeleceram protocolos próprios para lidar com a realidade que suas regiões enfrentavam com relação a pandemia. Para os jogadores, individualmente, a liga ofereceu a eles a opção de não jogar na temporada regular devido a preocupações com o COVID-19, não recebendo o salário integral mas uma parcela de $350,000 dólares. Quando o prazo para desistência foi alcançado no começo de agosto, cerca de 67 jogadores haviam anunciado que não jogariam a temporada em 2020.
Quando a temporada regular começou, a NFL adotou uma série de medidas para garantir a segurança dos jogadores e dos seus empregados em meio a pandemia do COVID-19. Estádios total ou parcialmente vazios, distanciamento social, uso de máscaras e substâncias higienizadoras foram extensamente usadas. Testes regulares contra o vírus também se tornariam padrão pelo ano. A liga também, em conjunto com órgãos de saúde e a associação de jogadores, continuou a engrossar suas medidas de proteção ao longo do ano.
No final da temporada e do Super Bowl, a NFL fez um balanço geral das suas medidas e afirmou que tudo ocorreu dentro dos conformes. No total, cerca de 959 860 testes foram aplicados, entre os dias 1 de agosto de 2020 e 6 de janeiro de 2021. Exatamente 262 jogadores e 464 funcionários da liga e das equipes testaram positivo. No final, nenhum jogo foi cancelado, embora alguns tiveram que ter seus horários e dias mudados.

## Classificação
V = Vitórias, D = Derrotas, E = Empates, PCT = porcentagem de vitórias, PF= Pontos feitos, PS = Pontos sofridos
Classificados para os playoffs estão marcados em verde
| AFC Leste            |    |    |   |       |     |     |
| Time                 | V  | D  | E | PCT   | PF  | PS  |
| Buffalo Bills        | 13 | 3  | 0 | 81,3% | 501 | 375 |
| Miami Dolphins       | 10 | 6  | 0 | 62,5% | 404 | 338 |
| New England Patriots | 7  | 9  | 0 | 43,8% | 326 | 353 |
| New York Jets        | 2  | 14 | 0 | 12,5% | 243 | 457 |
| AFC Norte            |    |    |   |       |     |     |
| Time                 | V  | D  | E | PCT   | PF  | PS  |
| Pittsburgh Steelers  | 12 | 4  | 0 | 75%   | 416 | 312 |
| Baltimore Ravens     | 11 | 5  | 0 | 68,8% | 468 | 303 |
| Cleveland Browns     | 11 | 5  | 0 | 68,8% | 408 | 419 |
| Cincinnati Bengals   | 4  | 11 | 1 | 28,1% | 311 | 424 |
| AFC Sul              |    |    |   |       |     |     |
| Time                 | V  | D  | E | PCT   | PF  | PS  |
| Tennessee Titans     | 11 | 5  | 0 | 68,8% | 491 | 439 |
| Indianapolis Colts   | 11 | 5  | 0 | 68,8% | 451 | 362 |
| Houston Texans       | 4  | 12 | 0 | 25%   | 384 | 464 |
| Jacksonville Jaguars | 1  | 15 | 0 | 6,3%  | 306 | 492 |
| AFC Oeste            |    |    |   |       |     |     |
| Time                 | V  | D  | E | PCT   | PF  | PS  |
| Kansas City Chiefs   | 14 | 2  | 0 | 87,5% | 473 | 362 |
| Las Vegas Raiders    | 8  | 8  | 0 | 50%   | 434 | 478 |
| Los Angeles Chargers | 7  | 9  | 0 | 43,8% | 384 | 426 |
| Denver Broncos       | 5  | 11 | 0 | 31,3% | 323 | 446 |

| NFC Leste                |    |    |   |       |     |     |
| Time                     | V  | D  | E | PCT   | PF  | PS  |
| Washington Football Team | 7  | 9  | 0 | 43,8% | 335 | 329 |
| New York Giants          | 6  | 10 | 0 | 37,5% | 280 | 357 |
| Dallas Cowboys           | 6  | 10 | 0 | 37,5% | 395 | 473 |
| Philadelphia Eagles      | 4  | 11 | 1 | 28,1% | 334 | 418 |
| NFC Norte                |    |    |   |       |     |     |
| Time                     | V  | D  | E | PCT   | PF  | PS  |
| Green Bay Packers        | 13 | 3  | 0 | 81,3% | 509 | 369 |
| Chicago Bears            | 8  | 8  | 0 | 50%   | 372 | 370 |
| Minnesota Vikings        | 7  | 9  | 0 | 43,8% | 430 | 475 |
| Detroit Lions            | 5  | 11 | 0 | 31,3% | 377 | 519 |
| NFC South                |    |    |   |       |     |     |
| Time                     | V  | D  | E | PCT   | PF  | PS  |
| New Orleans Saints       | 12 | 4  | 0 | 75%   | 482 | 337 |
| Tampa Bay Buccaneers     | 11 | 5  | 0 | 68,8% | 492 | 355 |
| Carolina Panthers        | 5  | 11 | 0 | 31,3% | 350 | 402 |
| Atlanta Falcons          | 4  | 12 | 0 | 25%   | 396 | 414 |
| NFC Oeste                |    |    |   |       |     |     |
| Time                     | V  | D  | E | PCT   | PF  | PS  |
| Seattle Seahawks         | 12 | 4  | 0 | 75%   | 459 | 371 |
| Los Angeles Rams         | 10 | 6  | 0 | 62,5% | 372 | 296 |
| Arizona Cardinals        | 8  | 8  | 0 | 50%   | 410 | 367 |
| San Francisco 49ers      | 6  | 10 | 0 | 37,5% | 376 | 390 |

## Pós-temporada
Os playoffs da temporada de 2020-21 começaram em 9 e 10 de janeiro de 2021 na rodada de repescagem (Wild Card). Sob o novo Acordo Coletivo de Trabalho (ou CBA, em inglês), a pós-temporada foi expandida para englobar 14 times ao todo. A partir deste ano, haveria três times de wild card por conferência e apenas o melhor time na conferência teria uma semana de folga. Foram três jogos em cada um dos dois dias.
A rodada de divisão aconteceu entre 16 e 17 de janeiro. O time mais forte na conferência pegou o time que se qualificou com a pior campanha, com os demais times se enfrentando normalmente. Os vencedores destes jogos avançaram para as Finais de Conferência, que aconteceram em 24 de janeiro. O Super Bowl LV aconteceu em 7 de fevereiro, no Raymond James Stadium, em Tampa, Flórida.
No caso da pandemia de COVID-19 forçar jogos de temporada regular ou de playoffs a serem atrasados, a semana de folga após as finais de conferência poderiam ser eliminadas e o Super Bowl poderia ser adiado para o final de fevereiro. Em outubro, a liga aprovou um plano de contingência para adicionar uma "Semana 18" para o cronograma da temporada regular para acontecer no começo de janeiro se algum jogo "significativo" fosse adiado. Isso forçaria o atraso em cada semana da pós-temporada para o fim de semana seguinte e eliminaria a semana de folga entre as finais de conferência e o Super Bowl. Um outro plano, onde o formato antigo de 16 times na pós-temporada, também foi firmado caso fosse necessário. Porém, nenhuma rodada foi atrasada devido a pandemia e os playoffs seguiram normalmente.
O Pro Bowl de 2021 deveria acontecer em 31 de janeiro, no Allegiant Stadium, em Paradise, Nevada. Contudo, em 14 de outubro, o jogo acabou sendo cancelado devido a preocupações com a pandemia de COVID-19. O elenco do Pro Bowl escolhido na temporada de 2020 foi divulgado em 21 de dezembro e a liga realizou um evento virtual para homenagear os jogadores escolhidos. Os jogadores selecionados participaram de uma transmissão de um jogo de videogame Madden NFL 21. Esta foi a primeira vez desde 1949 em que uma temporada não teve um jogo de Pro Bowl sendo disputado.
| Tabela dos Playoffs |                                                 |                                                      |
| Posição             | AFC                                             | NFC                                                  |
| 1                   | Kansas City Chiefs (Vencedor da divisão Oeste)  | Green Bay Packers (Vencedor da divisão Norte)        |
| 2                   | Buffalo Bills (Vencedor da divisão Leste)       | New Orleans Saints (Vencedor da divisão Sul)         |
| 3                   | Pittsburgh Steelers (Vencedor da divisão Norte) | Seattle Seahawks (Vencedor da divisão Oeste)         |
| 4                   | Tennessee Titans (Vencedor da divisão Sul)      | Washington Football Team (Vencedor da divisão Leste) |
| 5                   | Baltimore Ravens                                | Tampa Bay Buccaneers                                 |
| 6                   | Cleveland Browns                                | Los Angeles Rams                                     |
| 7                   | Indianapolis Colts                              | Chicago Bears                                        |

### Playoffs
|  |                                         |                                         |                                         |                                         |                                         |                                         |                                        |                                        |                                        |    |  |  |  |  |  |  |  |  |
|  | 10 de janeiro – Nissan Stadium          | 10 de janeiro – Nissan Stadium          | 10 de janeiro – Nissan Stadium          |                                         |                                         | 16 de janeiro – Bills Stadium           | 16 de janeiro – Bills Stadium          | 16 de janeiro – Bills Stadium          |                                        |    |  |  |  |  |  |  |  |  |
|  | 5                                       | Baltimore                               | 20                                      |                                         |                                         | 16 de janeiro – Bills Stadium           | 16 de janeiro – Bills Stadium          | 16 de janeiro – Bills Stadium          |                                        |    |  |  |  |  |  |  |  |  |
|  | 5                                       | Baltimore                               | 20                                      |                                         |                                         | 16 de janeiro – Bills Stadium           | 16 de janeiro – Bills Stadium          | 16 de janeiro – Bills Stadium          |                                        |    |  |  |  |  |  |  |  |  |
|  | 4                                       | Tennessee                               | 13                                      |                                         |                                         | 16 de janeiro – Bills Stadium           | 16 de janeiro – Bills Stadium          | 16 de janeiro – Bills Stadium          |                                        |    |  |  |  |  |  |  |  |  |
|  | 4                                       | Tennessee                               | 13                                      | 5                                       | Baltimore                               | 3                                       |                                        |                                        |                                        |    |  |  |  |  |  |  |  |  |
|  |                                         |                                         |                                         | 5                                       | Baltimore                               | 3                                       | 24 de janeiro – Arrowhead Stadium      |                                        |                                        |    |  |  |  |  |  |  |  |  |
|  | 9 de janeiro – Bills Stadium            | 9 de janeiro – Bills Stadium            | 9 de janeiro – Bills Stadium            |                                         | 2                                       | Buffalo                                 | 17                                     |                                        |                                        |    |  |  |  |  |  |  |  |  |
|  | 9 de janeiro – Bills Stadium            | 9 de janeiro – Bills Stadium            | 9 de janeiro – Bills Stadium            |                                         | 2                                       | Buffalo                                 | 17                                     |                                        |                                        |    |  |  |  |  |  |  |  |  |
|  | 9 de janeiro – Bills Stadium            | 9 de janeiro – Bills Stadium            | 9 de janeiro – Bills Stadium            | AFC                                     |                                         |                                         |                                        |                                        |                                        |    |  |  |  |  |  |  |  |  |
|  | 7                                       | Indianapolis                            | 24                                      | 2                                       | Buffalo                                 | 24                                      |                                        |                                        |                                        |    |  |  |  |  |  |  |  |  |
|  | 7                                       | Indianapolis                            | 24                                      | 2                                       | Buffalo                                 | 24                                      | 17 de janeiro – Arrowhead Stadium      |                                        |                                        |    |  |  |  |  |  |  |  |  |
|  | 2                                       | Buffalo                                 | 27                                      |                                         |                                         | 1                                       | Kansas City                            | 38                                     |                                        |    |  |  |  |  |  |  |  |  |
|  | 2                                       | Buffalo                                 | 27                                      |                                         |                                         | 1                                       | Kansas City                            | 38                                     |                                        |    |  |  |  |  |  |  |  |  |
|  |                                         |                                         |                                         | Campeão da AFC                          |                                         |                                         |                                        |                                        |                                        |    |  |  |  |  |  |  |  |  |
|  | 10 de janeiro – Heinz Field             | 10 de janeiro – Heinz Field             | 10 de janeiro – Heinz Field             | 6                                       | Cleveland                               | 17                                      |                                        |                                        |                                        |    |  |  |  |  |  |  |  |  |
|  | 10 de janeiro – Heinz Field             | 10 de janeiro – Heinz Field             | 10 de janeiro – Heinz Field             | 6                                       | Cleveland                               | 17                                      |                                        |                                        |                                        |    |  |  |  |  |  |  |  |  |
|  | 10 de janeiro – Heinz Field             | 10 de janeiro – Heinz Field             | 10 de janeiro – Heinz Field             | 1                                       | Kansas City                             | 22                                      |                                        |                                        |                                        |    |  |  |  |  |  |  |  |  |
|  | 6                                       | Cleveland                               | 48                                      | 1                                       | Kansas City                             | 22                                      |                                        |                                        |                                        |    |  |  |  |  |  |  |  |  |
|  | 6                                       | Cleveland                               | 48                                      | Playoffs de divisão                     | Playoffs de divisão                     | Playoffs de divisão                     | 7 de fevereiro – Raymond James Stadium | 7 de fevereiro – Raymond James Stadium | 7 de fevereiro – Raymond James Stadium |    |  |  |  |  |  |  |  |  |
|  | 3                                       | Pittsburgh                              | 37                                      | Playoffs de divisão                     | Playoffs de divisão                     | Playoffs de divisão                     | 7 de fevereiro – Raymond James Stadium | 7 de fevereiro – Raymond James Stadium | 7 de fevereiro – Raymond James Stadium |    |  |  |  |  |  |  |  |  |
|  | 3                                       | Pittsburgh                              | 37                                      | Playoffs de divisão                     | Playoffs de divisão                     | Playoffs de divisão                     | 7 de fevereiro – Raymond James Stadium | 7 de fevereiro – Raymond James Stadium | 7 de fevereiro – Raymond James Stadium |    |  |  |  |  |  |  |  |  |
|  | Playoffs de Wild Card                   |                                         |                                         | Playoffs de divisão                     | Playoffs de divisão                     | Playoffs de divisão                     | 7 de fevereiro – Raymond James Stadium | 7 de fevereiro – Raymond James Stadium | 7 de fevereiro – Raymond James Stadium |    |  |  |  |  |  |  |  |  |
|  | 1                                       | Kansas City                             | 9                                       | Playoffs de divisão                     | Playoffs de divisão                     | Playoffs de divisão                     |                                        |                                        |                                        |    |  |  |  |  |  |  |  |  |
|  | 1                                       | Kansas City                             | 9                                       | Playoffs de divisão                     | Playoffs de divisão                     | Playoffs de divisão                     |                                        |                                        |                                        |    |  |  |  |  |  |  |  |  |
|  | 9 de janeiro – FedExField               | 9 de janeiro – FedExField               | 9 de janeiro – FedExField               | 17 de janeiro – Mercedes-Benz Superdome | 17 de janeiro – Mercedes-Benz Superdome | 17 de janeiro – Mercedes-Benz Superdome |                                        | 5                                      | Tampa Bay                              | 31 |  |  |  |  |  |  |  |  |
|  | 9 de janeiro – FedExField               | 9 de janeiro – FedExField               | 9 de janeiro – FedExField               | 17 de janeiro – Mercedes-Benz Superdome | 17 de janeiro – Mercedes-Benz Superdome | 17 de janeiro – Mercedes-Benz Superdome |                                        | 5                                      | Tampa Bay                              | 31 |  |  |  |  |  |  |  |  |
|  | 9 de janeiro – FedExField               | 9 de janeiro – FedExField               | 9 de janeiro – FedExField               | 17 de janeiro – Mercedes-Benz Superdome | 17 de janeiro – Mercedes-Benz Superdome | 17 de janeiro – Mercedes-Benz Superdome | Super Bowl LV                          |                                        |                                        |    |  |  |  |  |  |  |  |  |
|  | 5                                       | Tampa Bay                               | 31                                      | 17 de janeiro – Mercedes-Benz Superdome | 17 de janeiro – Mercedes-Benz Superdome | 17 de janeiro – Mercedes-Benz Superdome |                                        |                                        |                                        |    |  |  |  |  |  |  |  |  |
|  | 5                                       | Tampa Bay                               | 31                                      | 17 de janeiro – Mercedes-Benz Superdome | 17 de janeiro – Mercedes-Benz Superdome | 17 de janeiro – Mercedes-Benz Superdome |                                        |                                        |                                        |    |  |  |  |  |  |  |  |  |
|  | 4                                       | Washington                              | 23                                      | 17 de janeiro – Mercedes-Benz Superdome | 17 de janeiro – Mercedes-Benz Superdome | 17 de janeiro – Mercedes-Benz Superdome |                                        |                                        |                                        |    |  |  |  |  |  |  |  |  |
|  | 4                                       | Washington                              | 23                                      | 5                                       | Tampa Bay                               | 30                                      |                                        |                                        |                                        |    |  |  |  |  |  |  |  |  |
|  |                                         |                                         |                                         | 5                                       | Tampa Bay                               | 30                                      | 24 de janeiro – Lambeau Field          |                                        |                                        |    |  |  |  |  |  |  |  |  |
|  | 10 de janeiro – Mercedes-Benz Superdome | 10 de janeiro – Mercedes-Benz Superdome | 10 de janeiro – Mercedes-Benz Superdome |                                         | 2                                       | New Orleans                             | 20                                     |                                        |                                        |    |  |  |  |  |  |  |  |  |
|  | 10 de janeiro – Mercedes-Benz Superdome | 10 de janeiro – Mercedes-Benz Superdome | 10 de janeiro – Mercedes-Benz Superdome |                                         | 2                                       | New Orleans                             | 20                                     |                                        |                                        |    |  |  |  |  |  |  |  |  |
|  | 10 de janeiro – Mercedes-Benz Superdome | 10 de janeiro – Mercedes-Benz Superdome | 10 de janeiro – Mercedes-Benz Superdome | NFC                                     |                                         |                                         |                                        |                                        |                                        |    |  |  |  |  |  |  |  |  |
|  | 7                                       | Chicago                                 | 9                                       | 5                                       | Tampa Bay                               | 31                                      |                                        |                                        |                                        |    |  |  |  |  |  |  |  |  |
|  | 7                                       | Chicago                                 | 9                                       | 5                                       | Tampa Bay                               | 31                                      | 16 de janeiro – Lambeau Field          |                                        |                                        |    |  |  |  |  |  |  |  |  |
|  | 2                                       | New Orleans                             | 21                                      |                                         |                                         | 1                                       | Green Bay                              | 26                                     |                                        |    |  |  |  |  |  |  |  |  |
|  | 2                                       | New Orleans                             | 21                                      |                                         |                                         | 1                                       | Green Bay                              | 26                                     |                                        |    |  |  |  |  |  |  |  |  |
|  |                                         |                                         |                                         | Campeão da NFC                          |                                         |                                         |                                        |                                        |                                        |    |  |  |  |  |  |  |  |  |
|  | 9 de janeiro – Lumen Field              | 9 de janeiro – Lumen Field              | 9 de janeiro – Lumen Field              | 6                                       | LA Rams                                 | 18                                      |                                        |                                        |                                        |    |  |  |  |  |  |  |  |  |
|  | 9 de janeiro – Lumen Field              | 9 de janeiro – Lumen Field              | 9 de janeiro – Lumen Field              | 6                                       | LA Rams                                 | 18                                      |                                        |                                        |                                        |    |  |  |  |  |  |  |  |  |
|  | 9 de janeiro – Lumen Field              | 9 de janeiro – Lumen Field              | 9 de janeiro – Lumen Field              | 1                                       | Green Bay                               | 32                                      |                                        |                                        |                                        |    |  |  |  |  |  |  |  |  |
|  | 6                                       | LA Rams                                 | 30                                      | 1                                       | Green Bay                               | 32                                      |                                        |                                        |                                        |    |  |  |  |  |  |  |  |  |
|  | 6                                       | LA Rams                                 | 30                                      |                                         |                                         |                                         |                                        |                                        |                                        |    |  |  |  |  |  |  |  |  |
|  | 3                                       | Seattle                                 | 20                                      |                                         |                                         |                                         |                                        |                                        |                                        |    |  |  |  |  |  |  |  |  |
|  | 3                                       | Seattle                                 | 20                                      |                                         |                                         |                                         |                                        |                                        |                                        |    |  |  |  |  |  |  |  |  |

## Prêmios

### Individuais
| Prêmio                             | Vencedor        | Posição | Time                     |
| ---------------------------------- | --------------- | ------- | ------------------------ |
| AP Most Valuable Player (MVP)      | Aaron Rodgers   | QB      | Green Bay Packers        |
| AP Jogador de Ataque do Ano        | Derrick Henry   | RB      | Tennessee Titans         |
| AP Jogador de Defesa do Ano        | Aaron Donald    | DT      | Los Angeles Rams         |
| AP Treinador do Ano                | Kevin Stefanski | HC      | Cleveland Browns         |
| AP Treinador Assistente do Ano     | Brian Daboll    | OC      | Buffalo Bills            |
| AP Jogador Novato de Ataque do Ano | Justin Herbert  | QB      | Los Angeles Chargers     |
| AP Jogador Novato de Defesa do Ano | Chase Young     | DE      | Washington Football Team |
| AP Comeback Player of the Year     | Alex Smith      | QB      | Washington Football Team |
| Pepsi Novato do Ano                | Justin Herbert  | QB      | Los Angeles Chargers     |
| Walter Payton NFL Man of the Year  | Russell Wilson  | QB      | Seattle Seahawks         |
| PFWA NFL Executivo do Ano          | Brandon Beane   | GM      | Buffalo Bills            |
| Super Bowl Most Valuable Player    | Tom Brady       | QB      | Tampa Bay Buccaneers     |

### TimeAll-Pro
Os seguintes jogadores foram nomeados First Team All-Pro pela Associated Press:
| Ataque        | Ataque                                                                  |
| ------------- | ----------------------------------------------------------------------- |
| Quarterback   | Aaron Rodgers, Green Bay                                                |
| Running back  | Derrick Henry, Tennessee                                                |
| Wide receiver | Davante Adams, Green Bay Stefon Diggs, Buffalo Tyreek Hill, Kansas City |
| Tight end     | Travis Kelce, Kansas City                                               |
| Left tackle   | David Bakhtiari, Green Bay                                              |
| Left guard    | Quenton Nelson, Indianapolis                                            |
| Center        | Corey Linsley, Green Bay                                                |
| Right guard   | Brandon Scherff , Washington                                            |
| Right tackle  | Jack Conklin, Cleveland                                                 |

| Defensa          | Defensa                                                                         |
| ---------------- | ------------------------------------------------------------------------------- |
| Edge rusher      | T. J. Watt, Pittsburgh Myles Garrett, Cleveland                                 |
| Interior lineman | Aaron Donald, Los Angeles Rams DeForest Buckner, Indianapolis                   |
| Linebacker       | Fred Warner, San Francisco Bobby Wagner, Seattle Darius Leonard, Indianapolis   |
| Cornerback       | Xavien Howard, Miami Jalen Ramsey, Los Angeles Rams                             |
| Safety           | Tyrann Mathieu, Kansas City Minkah Fitzpatrick, Pittsburgh Budda Baker, Arizona |

| Placekicker   | Jason Sanders, Miami           |
| Punter        | Jake Bailey, New England       |
| Kick returner | Cordarrelle Patterson, Chicago |
| Punt returner | Gunner Olszewski, New England  |
| Special teams | George Odum, Indianapolis      |
| Long snapper  | Morgan Cox, Baltimore          |

### Jogador da Semana/Mês
Os seguintes jogadores foram nomeados como os melhores durante a temporada de 2020:
| Semana/ Mês      | Ataque Jogador da Semana/Mês       | Ataque Jogador da Semana/Mês       | Defensa Jogador da Semana/Mês           | Defensa Jogador da Semana/Mês         | Time de especialistas Jogador da Semana/Mês | Time de especialistas Jogador da Semana/Mês |
| Semana/ Mês      | AFC                                | NFC                                | AFC                                     | NFC                                   | AFC                                         | NFC                                         |
| ---------------- | ---------------------------------- | ---------------------------------- | --------------------------------------- | ------------------------------------- | ------------------------------------------- | ------------------------------------------- |
| 1                | Lamar Jackson QB (Baltimore)       | Russell Wilson QB (Seattle)        | Casey Hayward CB (Los Angeles Chargers) | Ryan Kerrigan DE (Washington)         | Daniel Carlson K (Las Vegas)                | Thomas Morstead P (New Orleans)             |
| 2                | Josh Allen QB (Buffalo)            | Dak Prescott QB (Dallas)           | T. J. Watt LB (Pittsburgh)              | Micah Kiser LB (Los Angeles Rams)     | Harrison Butker K (Kansas City)             | Michael Dickson P (Seattle)                 |
| 3                | Patrick Mahomes QB (Kansas City)   | Russell Wilson QB (Seattle)        | Xavier Rhodes CB (Indianapolis)         | Shaquil Barrett LB (Tampa Bay)        | Stephen Gostkowski K (Tennessee)            | Matt Prater K (Detroit)                     |
| Setembro         | Josh Allen QB (Buffalo)            | Russell Wilson QB (Seattle)        | T. J. Watt LB (Pittsburgh)              | Lavonte David LB (Tampa Bay)          | Stephen Gostkowski K (Tennessee)            | Jack Fox P (Detroit)                        |
| 4                | Joe Mixon RB (Cincinnati)          | Tom Brady QB (Tampa Bay)           | Myles Garrett DE (Cleveland)            | Za'Darius Smith LB (Green Bay)        | Brandon McManus K (Denver)                  | Mike Boone RB (Minnesota)                   |
| 5                | Chase Claypool WR (Pittsburgh)     | Kyler Murray QB (Arizona)          | Patrick Queen LB (Baltimore)            | Aaron Donald DT (Los Angeles Rams)    | Jason Sanders K (Miami)                     | Wil Lutz K (New Orleans)                    |
| 6                | Derrick Henry RB (Tennessee)       | Matt Ryan QB (Atlanta)             | Calais Campbell DE (Baltimore)          | Budda Baker S (Arizona)               | Brandon McManus K (Denver)                  | Cairo Santos K (Chicago)                    |
| 7                | Baker Mayfield QB (Cleveland)      | Kyler Murray QB (Arizona)          | Jerry Hughes DE (Buffalo)               | Devin White LB (Tampa Bay)            | Byron Pringle WR/KR (Kansas City)           | Johnny Hekker P (Los Angeles Rams)          |
| Outubro          | Derrick Henry RB (Tennessee)       | Tom Brady QB (Tampa Bay)           | Myles Garrett DE (Cleveland)            | Budda Baker S (Arizona)               | Jason Sanders K (Miami)                     | Johnny Hekker P (Los Angeles Rams)          |
| 8                | Patrick Mahomes QB (Kansas City)   | Dalvin Cook RB (Minnesota)         | Stephon Tuitt DE (Pittsburgh)           | Bobby Wagner LB (Seattle)             | Jakeem Grant WR/KR (Miami)                  | Ryan Succop K (Tampa Bay)                   |
| 9                | Josh Allen QB (Buffalo)            | Dalvin Cook RB (Minnesota)         | Jeffery Simmons DE (Tennessee)          | Foyesade Oluokun LB (Atlanta)         | Nick Folk K (New England)                   | Graham Gano K (New York Giants)             |
| 10               | Ben Roethlisberger QB (Pittsburgh) | DeAndre Hopkins WR (Arizona)       | Jeff Heath S (Las Vegas)                | Leonard Floyd LB (Los Angeles Rams)   | E. J. Speed LB (Indianapolis)               | Matt Prater K (Detroit)                     |
| 11               | Deshaun Watson QB (Houston)        | Robert Woods WR (Los Angeles Rams) | Olivier Vernon DE (Cleveland)           | Brian Burns DE (Carolina)             | Rodrigo Blankenship K (Indianapolis)        | Tress Way P (Washington)                    |
| 12               | Tyreek Hill WR (Kansas City)       | Kirk Cousins QB (Minnesota)        | A. J. Klein LB (Buffalo)                | Jacob Tuioti-Mariner DT (Atlanta)     | Nick Folk K (New England)                   | Robbie Gould K (San Francisco)              |
| Novembro         | Patrick Mahomes QB (Kansas City)   | Dalvin Cook RB (Minnesota)         | T. J. Watt LB (Pittsburgh)              | Cameron Jordan DE (New Orleans)       | Jason Sanders K (Miami)                     | Younghoe Koo K (Atlanta)                    |
| 13               | Josh Allen QB (Buffalo)            | Aaron Rodgers QB (Green Bay)       | Kyle Van Noy LB (Miami)                 | Leonard Williams DE (New York Giants) | Gunner Olszewski WR/PR (New England)        | Dustin Hopkins K (Washington)               |
| 14               | Lamar Jackson QB (Baltimore)       | Cam Akers RB (Los Angeles Rams)    | Kenny Moore CB (Indianapolis)           | Haason Reddick LB (Arizona)           | Diontae Spencer WR/PR (Denver)              | Tress Way P (Washington)                    |
| 15               | Josh Allen QB (Buffalo)            | Kyler Murray QB (Arizona)          | DeForest Buckner DT (Indianapolis)      | Devin White LB (Tampa Bay)            | Tommy Townsend P (Kansas City)              | Michael Dickson P (Seattle)                 |
| 16               | Stefon Diggs WR (Buffalo)          | Alvin Kamara RB (New Orleans)      | Mike Hilton CB (Pittsburgh)             | Fred Warner LB (San Francisco)        | Jason Sanders K (Miami)                     | Joseph Charlton P (Carolina)                |
| 17               | Derrick Henry RB (Tennessee)       | Kirk Cousins QB (Minnesota)        | Darius Leonard LB (Indianapolis)        | Leonard Williams DE (New York Giants) | Maxx Crosby DE (Las Vegas)                  | Ryan Succop K (Tampa Bay)                   |
| Dezembro/Janeiro | Josh Allen QB (Buffalo)            | Aaron Rodgers QB (Green Bay)       | DeForest Buckner DT (Indianapolis)      | Chase Young DE (Washington)           | Daniel Carlson K (Las Vegas)                | Cairo Santos K (Chicago)                    |

| Semana | FedEx Air Jogador da semana (Quarterbacks) | FedEx Ground Jogador da semana (Running backs) | Pepsi Zero Sugar Novato da Semana        |
| ------ | ------------------------------------------ | ---------------------------------------------- | ---------------------------------------- |
| 1      | Russell Wilson (Seattle)                   | Clyde Edwards-Helaire (Kansas City)            | C. J. Henderson CB (Jacksonville)        |
| 2      | Josh Allen (Buffalo)                       | Aaron Jones (Green Bay)                        | Justin Herbert QB (Los Angeles Chargers) |
| 3      | Russell Wilson (Seattle)                   | Dalvin Cook (Minnesota)                        | Brandon Aiyuk WR (San Francisco)         |
| 4      | Tom Brady (Tampa Bay)                      | Joe Mixon (Cincinnati)                         | Justin Herbert QB (Los Angeles Chargers) |
| 5      | Derek Carr (Las Vegas)                     | Todd Gurley (Atlanta)                          | Justin Herbert QB (Los Angeles Chargers) |
| 6      | Ryan Tannehill (Tennessee)                 | Derrick Henry (Tennessee)                      | Justin Jefferson WR (Minnesota)          |
| 7      | Joe Burrow (Cincinnati)                    | Jeff Wilson (San Francisco)                    | Justin Herbert QB (Los Angeles Chargers) |
| 8      | Patrick Mahomes (Kansas City)              | Dalvin Cook (Minnesota)                        | Justin Herbert QB (Los Angeles Chargers) |
| 9      | Josh Allen (Buffalo)                       | Dalvin Cook (Minnesota)                        | Justin Herbert QB (Los Angeles Chargers) |
| 10     | Ben Roethlisberger (Pittsburgh)            | Ronald Jones II (Tampa Bay)                    | Jedrick Wills OT (Cleveland)             |
| 11     | Justin Herbert (Los Angeles Chargers)      | Derrick Henry (Tennessee)                      | Justin Herbert QB (Los Angeles Chargers) |
| 12     | Patrick Mahomes (Kansas City)              | Derrick Henry (Tennessee)                      | Antonio Gibson RB (Washington)           |
| 13     | Baker Mayfield (Cleveland)                 | Aaron Jones (Green Bay)                        | Tua Tagovailoa QB (Miami)                |
| 14     | Drew Lock (Denver)                         | Derrick Henry (Tennessee)                      | Tua Tagovailoa QB (Miami)                |
| 15     | Josh Allen (Buffalo)                       | Derrick Henry (Tennessee)                      | Justin Herbert QB (Los Angeles Chargers) |
| 16     | Brandon Allen (Cincinnati)                 | Alvin Kamara (New Orleans)                     | A. J. Dillon RB (Green Bay)              |
| 17     | Tom Brady (Tampa Bay)                      | Jonathan Taylor (Indianapolis)                 | Justin Herbert QB (Los Angeles Chargers) |

| Mês      | Novato do Mês                            | Novato do Mês                      |
| Mês      | Ataque                                   | Defensa                            |
| -------- | ---------------------------------------- | ---------------------------------- |
| Setembro | James Robinson RB (Jacksonville)         | Antoine Winfield Jr. S (Tampa Bay) |
| Outubro  | Justin Herbert QB (Los Angeles Chargers) | Jeremy Chinn S (Carolina)          |
| Novembro | Justin Herbert QB (Los Angeles Chargers) | Jeremy Chinn S (Carolina)          |
| Dezembro | Jonathan Taylor RB (Indianapolis)        | Chase Young DE (Washington)        |